# Fondation Félix Houphouët-Boigny
La Fondation Félix Houphouët-Boigny pour la recherche de la paix est un institut de recherche sur les questions de la paix dont le siège se trouve à Yamoussoukro en Côte d'Ivoire. Elle est aujourd'hui gérée par l'UNESCO.

## Histoire
Créée en 1973 sous le nom de « Fondation Félix Houphouët-Boigny », elle devient en 1997 la « Fondation Félix Houphouët-Boigny pour la recherche de la paix ».
« Le Président Félix Houphouët-Boigny a décidé de mettre à la disposition de la communauté internationale et des institutions de recherche de la paix en général, et en particulier de l'Unesco, la Fondation qui porte son nom, afin de contribuer au niveau international, à la recherche, à la sauvegarde, au maintien et à la promotion de la paix en Afrique et dans le monde ».
Elle est à l'origine du Congrès international sur la paix dans l'esprit des hommes en 1989 et de la déclaration de Yamoussoukro pour la paix en 1997, tous deux placés et organisés sous l'égide de l'UNESCO.

## Bâtiment

### Construction
Le bâtiment a été livré après dix ans de travaux orchestrés par l'architecte Olivier-Clément Cacoub, pour un budget de 35 milliards de francs CFA.
Le 5 décembre 1997 à Yamoussoukro, les clefs du bâtiment de la Fondation Félix Houphouët-Boigny pour la recherche de la paix sont remises à Federico Mayor, directeur général de l'UNESCO.

### Description
Disposant de quatre entrées disposées aux quatre points cardinaux, la Fondation abrite des amphithéâtres (dont un de deux mille places), salles de réunions, salons et bureaux, afin d'accueillir toutes rencontres officielles et privées. Les liaisons horizontales entre ces espaces, répartis dans les deux bâtiments principaux, sont groupées dans le bâtiment central qui est fait de deux patios superposés et bordés de coursives.
Les amphithéâtres sont équipés de systèmes de traduction simultanée pour huit langues et d'une machinerie scénographique pour tous spectacles.
8800 mètres carrés sont consacrés aux équipements de collecte, de stockage et de consultation des documents, livre, informatique et muséographique au profit des chercheurs. Les documents papier occupent un étage du bâtiment central sur 5 200 mètres carrés de bibliothèque comprenant salle de lecture, stockage et de réunions, administration, atelier de restauration des ouvrages. L'informatique occupe les 3 600 mètres carrés de l'étage inférieur.
Pour des expositions permanentes ou temporaires sont prévus le musée de la Paix, sous la rampe de l'accès d'honneur, et, au deuxième étage du bâtiment principal, un hall d'exposition de 530 mètres carrés.

### Utilisation actuelle
En 2012, le bâtiment de la Fondation a servi de lieu de réunion pour l’Assemblée nationale pendant les travaux de rénovation de son siège à Abidjan.
Ses bureaux accueillent depuis avril 2019 le Sénat et son immense salle de conférences quelques grandes manifestations ou événements (comme le discours de non candidature à l'élection présidentielle d’Alassane Ouattara le 5 mars 2020),.

## Objectifs
La Fondation se propose de diffuser le message du président Félix Houphouët-Boigny aux générations présentes et futures, de faire connaître son œuvre, sa pensée politique et philosophique fondée sur la quête permanente de paix. Elle a pour objectif selon ses statuts :
- de contribuer à la recherche, à la sauvegarde, au maintien et à la promotion de la paix en Afrique et dans le monde, dans l’esprit de l’acte constitutif de l’UNESCO et de la Charte des Nations unies[2] ;
- d’être un centre de réflexion et de recherche sur la paix et de contribuer à une meilleure connaissance de l’histoire des peuples africains et de leur lutte pour la liberté et la justice[2];
- d’être un lieu d’échanges, de dialogue, de conciliation et de fraternité humaine[2].

## Découverte
La visite de la fondation Félix Houphouët-Boigny permet de découvrir la vie de Félix Houphouët-Boigny, premier président ivoirien, ainsi que son rôle dans la lutte pour l'indépendance de la Côte d'Ivoire. La fondation expose également de nombreuses œuvres d'art africain, des documents historiques et des souvenirs personnels du président. Enfin, la visite se termine par un passage par la célèbre basilique Notre-Dame de la Paix, un imposant édifice religieux construit sous l'impulsion de Félix Houphouët-Boigny et qui vaut le détour pour sa beauté architecturale.

## Prix Félix-Houphouët-Boigny pour la recherche de la paix
En vertu d'une résolution de l'UNESCO adoptée en 1989 et pour rendre hommage à l'action de Félix Houphouët-Boigny, la Fondation décerne chaque année depuis 1991 un prix à une ou plusieurs personnalités ou une organisation pour leur action en faveur de la paix,.

## Galerie

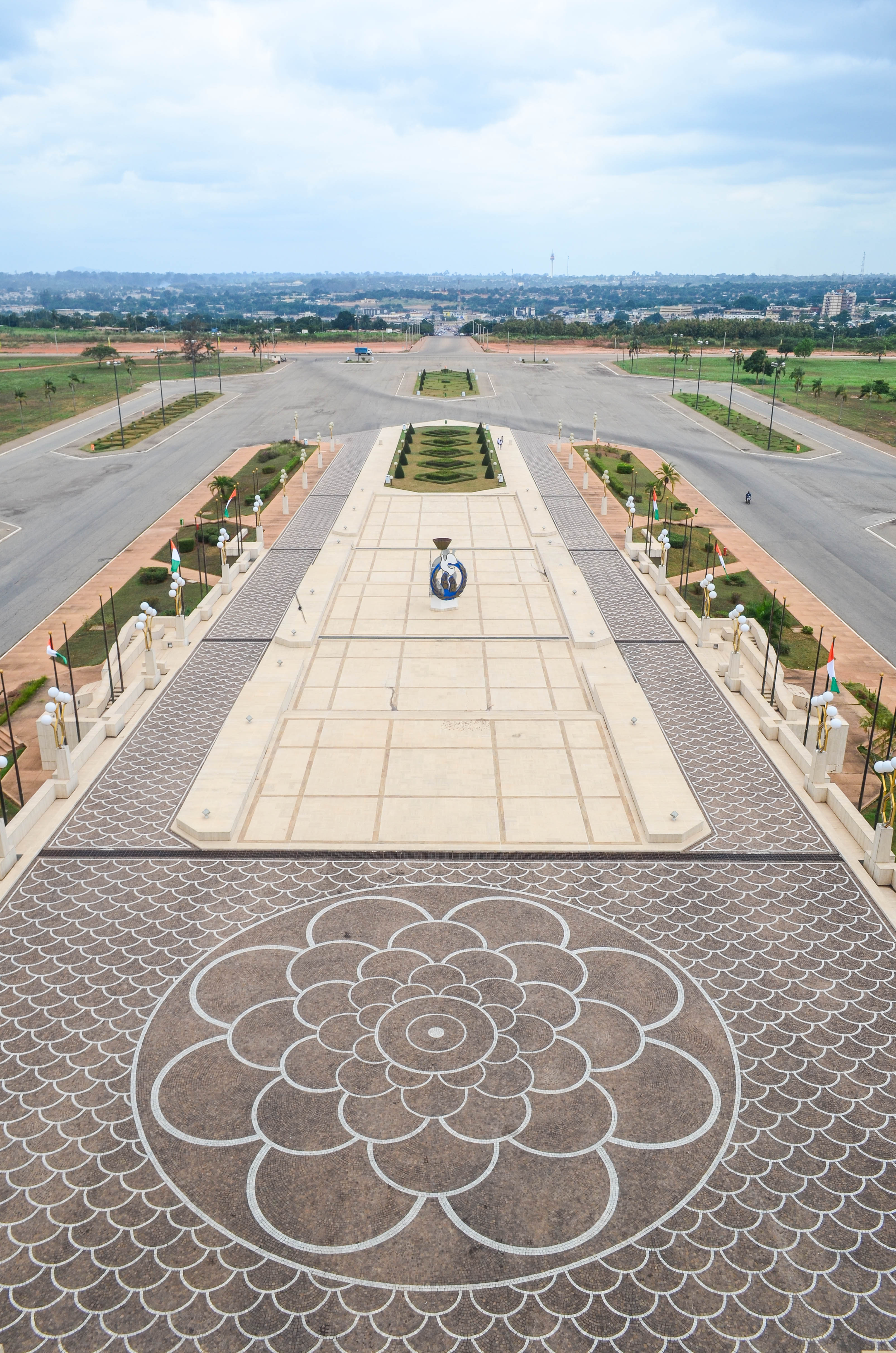
Vue et perspective du parvis de la fondation
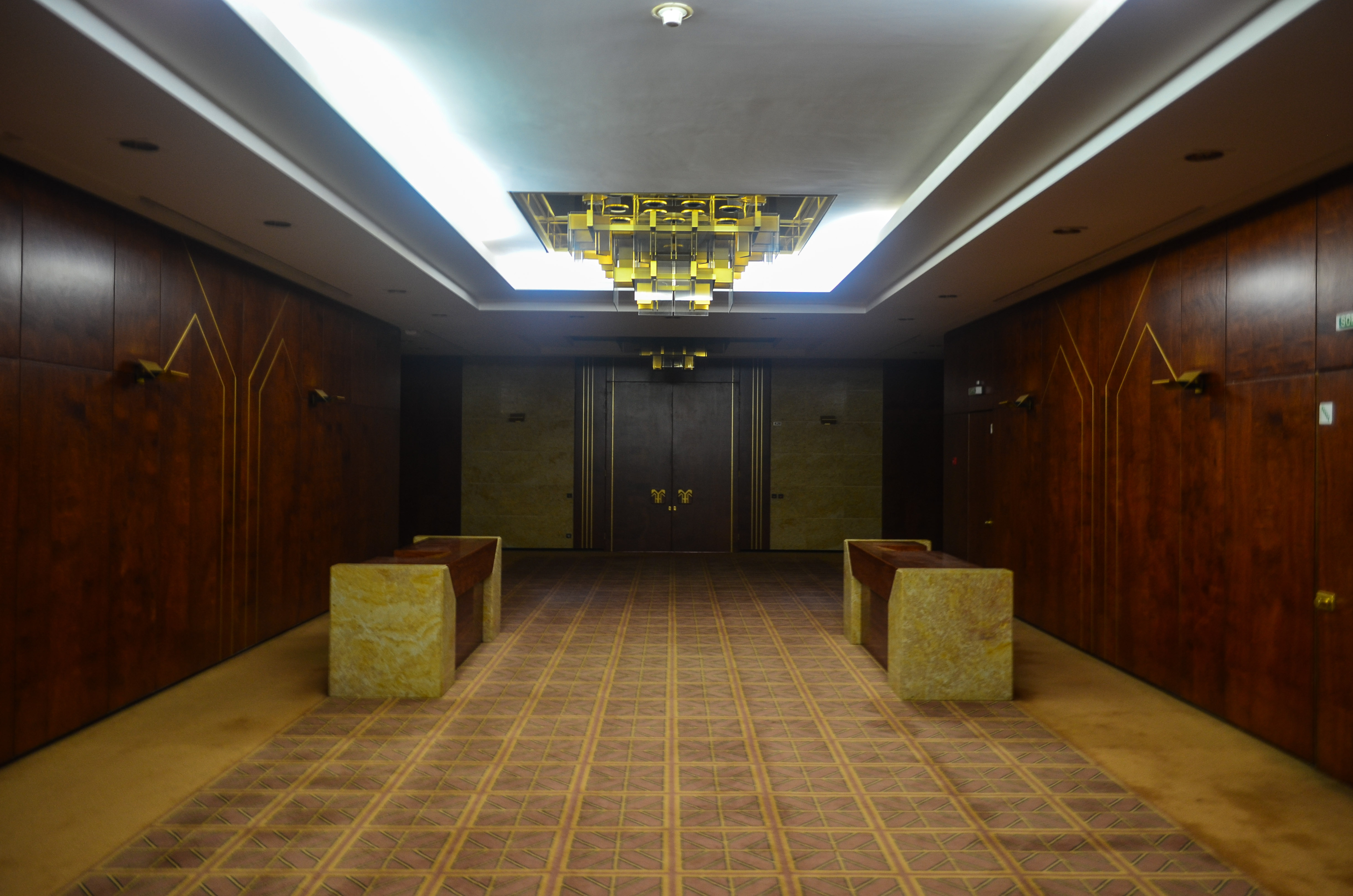
Décoration d'un couloir
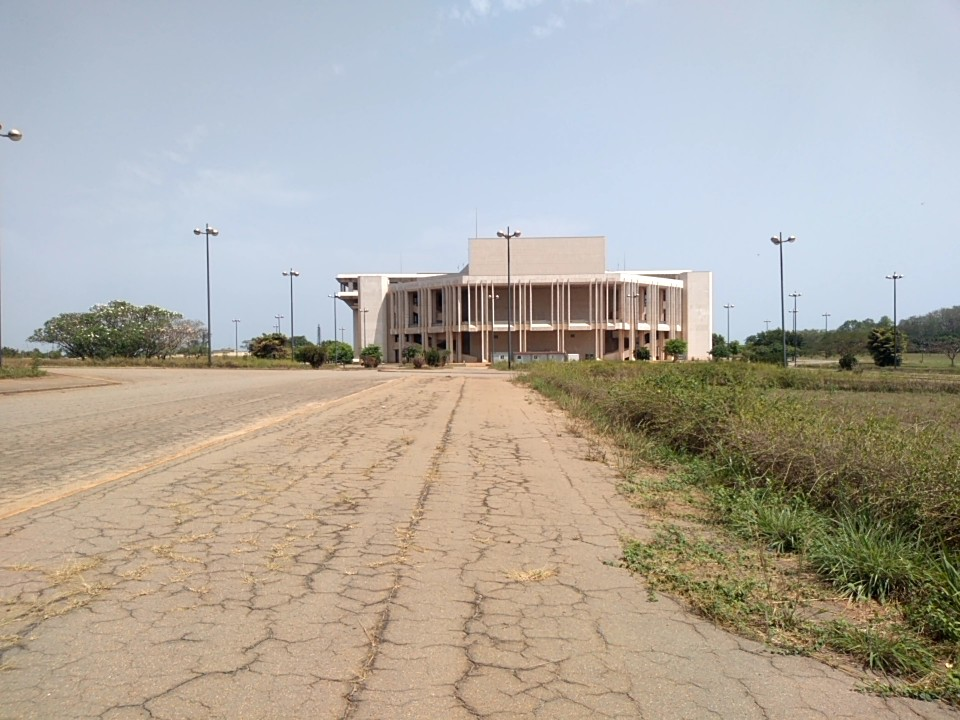
Vue de gauche de la Fondation Félix Houphouët Boigny pour la Recherche de la Paix
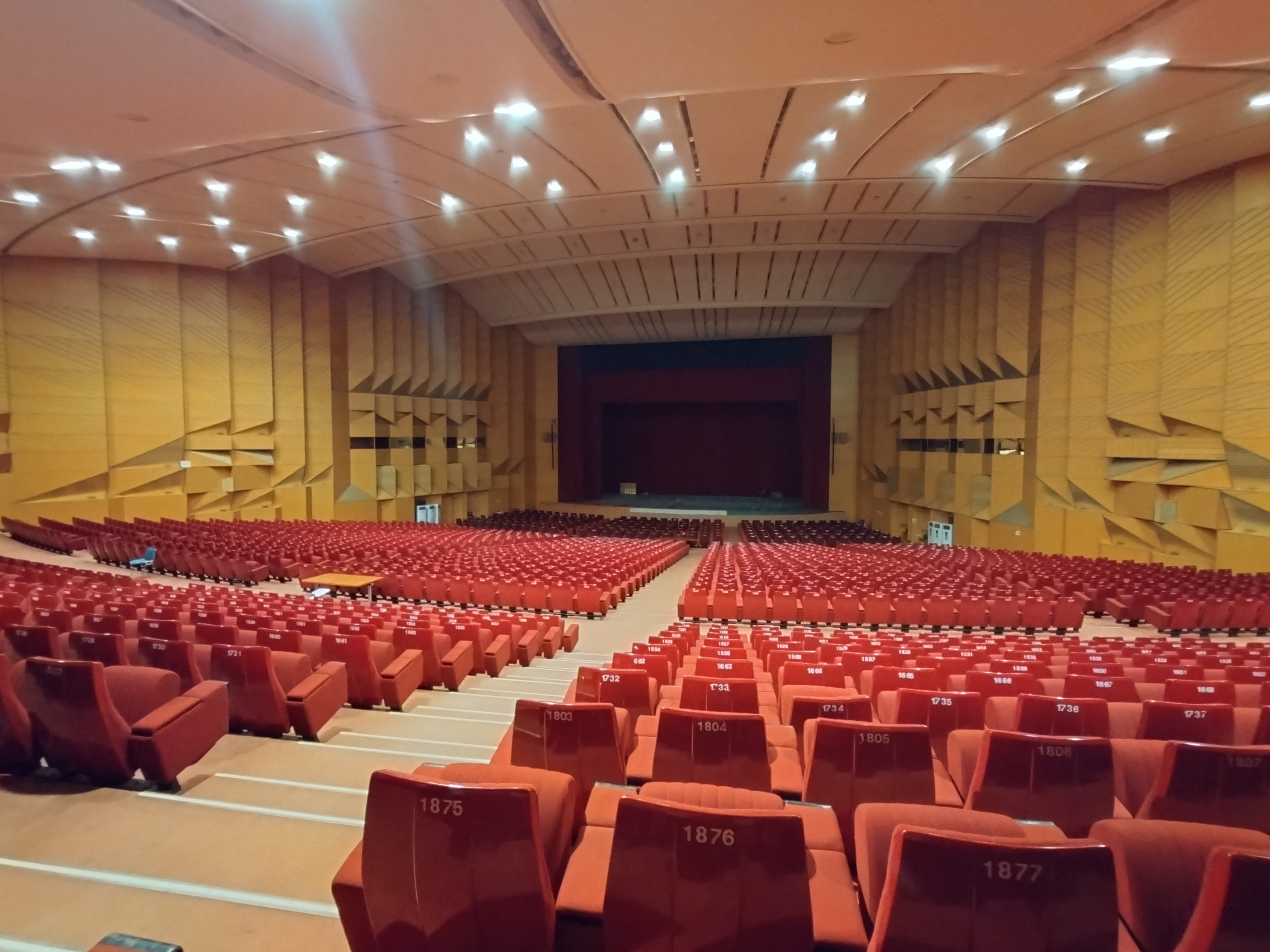
Salle de conférence de la fondation (2000 places)